# Wuqi
Wuqi (en chino, 吴起; pinyin, Wúqǐ) es un condado  bajo la administración directa de la Prefectura Yan'an en la Provincia de Shaanxi, República Popular China.  Su área es de 3788 km² y su población total para 2010 superó los 145 mil habitantes.

## Administración
Desde julio de 2020, el  Condado Wuqi se divide en 9 pueblos que se administran en 1 subdistrito y 8  poblados.

## Toponimia
El topónimo Wuqi [/Wu-Chi/] apareció en octubre de 2005 cuando el Condado Jingbian (靖边县) creado en 1942 cambió de nombre. La "Etimología de los topónimos chinos": Se dice que Wu Qi, el general del estado de Wei, estacionó tropas aquí durante el Período de los Reinos Combatientes, de ahí su nombre.